# 孔蝕
孔蝕，或稱為斑蝕、麻點腐蝕，是金屬浸置在溶液時，發生的局部腐蝕，會讓金屬產生小孔洞。孔蝕的原動力為：小區域成為陽極；其他表面區域成為陰極，形成局部的电化学反應。孔蝕不易偵測，且孔蝕可穿透至金屬內部，危害不容忽視。

## 機制

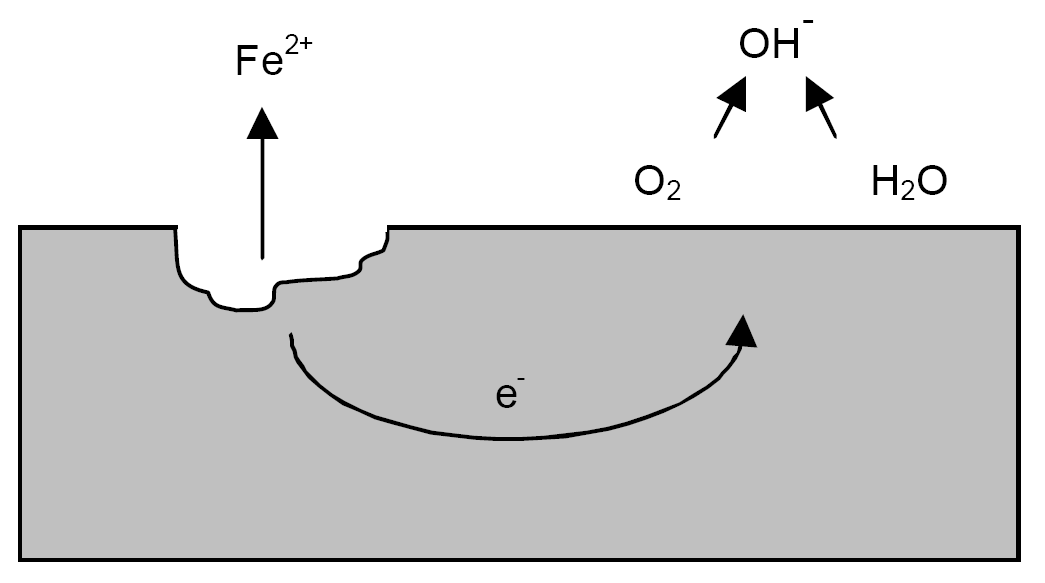
孔蝕機制示意圖

傳統的解釋為自發性的電化學反應。氧化半反應發生在孔洞內，還原半反應發生在孔洞表面周圍。當孔洞向內成長時，孔洞內端溶液的離子濃度會逐漸增加，提升孔蝕速率，由此可知，不流動的溶液較易發生孔蝕。又由於重力，孔洞傾向垂直方向生長。
孔蝕通常腐蝕速率緩慢，重量損失十分微小，卻會深入破壞金屬結構。當伴隨其他類型的腐蝕時，表面的孔蝕經常被腐蝕產物覆蓋。
孔蝕常源自於微小的表面缺陷（刮傷表面或表面塗層），拋光後的表面具有較優的耐孔蝕性。不鏽鋼也可能發生孔蝕，添加鉬的不鏽鋼耐孔蝕性較佳。

## 孔蝕的 合金 / 環境 組合
有些金屬或合金在特定環境下會失去原有的活性，此狀態稱為鈍態(Passivity)。鋁、鎳、鈦及其合金具有鈍化行為，在氧化性環境中，表面形成薄而緊密附著的氧化層，保護金屬不受近一步氧化腐蝕。但具有鈍化行為的金屬或合金還是會被腐蝕，而孔蝕被認為是此情況下局部的腐蝕（微米至毫米尺度）。如鋁合金會在氯離子(Cl-)溶液孔蝕。相比之下，氧化層不具保護力的合金 / 環境組合較少形成孔蝕。
除了氯離子，造成孔蝕的陰離子包含硫代硫酸根離子 (S2O32−)、氟離子及碘離子。硫代硫酸根是特別強烈的腐蝕劑，為黃鐵礦氧化或硫酸根離子還原的產物。硫代硫酸根在許多的工程設備會造成腐蝕的問題 : 硫化物礦物冶煉設備、油井及運輸高硫原油的管線、牛皮纸造紙廠、甲硫氨酸及離胺酸製造設備等。 
添加抑蝕劑於封閉系統可大幅降低腐蝕速率。

## 外部連結
- Pitting Corrosion Pitting Corrosion Theory